# Лингвистическая философия
Лингвисти́ческая филосо́фия — направление в аналитической философии в 1930—1960-х годах, получившее наибольшее распространение в США и Великобритании. Будучи в определённом смысле последователями Мура и Витгенштейна, представители лингвистической философии всё же, в отличие от логических позитивистов, не призывали к улучшению естественного языка по образцу формализованных логических языков или языков науки. Одна из школ лингвистической философии (Д. Уиздом, М. Лазеровиц, Э. Эмброуз) сблизилась с психоанализом, другая — оксфордская школа «обыденного языка» — развивала позитивную концепцию языковой деятельности (П. Стросон, Г. Райл, Д. Остин и др.). В 1960-х годах начинается сближение проблематики и подходов лингвистической философии и ряда направлений лингвистики.